# NGC 6483
NGC 6483 este o galaxie eliptică situată în constelația Păunul. A fost descoperită în 8 iunie 1836 de către John Herschel. Se află la o distanță de 67,4 de megaparseci de Pământ.